# Туников, Вадим Гаврилович
Вадим Гаврилович Туников (род. 12 августа 1959, Усть-Каменогорск) — советский и казахстанский хоккеист, защитник.

## Биография
Воспитанник усть-каменогорского хоккея. На международной арене дебютировал в 1977 году на чемпионате Европы среди юниоров.
С 1981 года играл в ХК «Спартак» (Москва). В семи сезонах провел 166 игр, набрав 11+10 очков.
В 1988—1991 годах снова играл в «Торпедо». В 45 играх в высшей лиге (1990/1991) набрал 2+3 очка.
В 1992 году выехал в Норвегию, где играл с перерывами до 2004 года.
На чемпионатах мира 1993, 1994, 1995 годов выступал за сборную Казахстана (группа С), где в 17 играх набрал 4+5 очков. На чемпионате 1993 года был признан лучшим защитником.
Сын Вадим (род. 1985) также играл за «Ши».

## Достижения
- — 2 место в чемпионате СССР — 1982, 1983
- — 3 место в чемпионате СССР — 1986